# テーオドール・ベンファイ
テーオドール・ベンファイ（Theodor Benfey, 1809年1月28日 - 1881年6月26日）はドイツ人の言語学者、東洋学者。
比較言語学とインド学に関する功績のほか、後世もっとも影響が大きかったのはインド説話集『パンチャタントラ』の翻訳への序文で、そこでベンファイはインドの説話を他の各地の説話と比較した。

## 経歴
ドイツのゲッティンゲンの近くのネルテンで、ユダヤ系の商人の子として生まれた。医者を目指していたが父にヘブライ語を教わったことをきっかけに言語学の道に進んだ。ゲッティンゲン大学で1828年に博士の学位を取得した。その間、1827年に1年間ミュンヘンで過ごし、哲学で有名なシェリングやティアシュの講義に感銘を受けている。1830年から2年間フランクフルトで教諭になった。研究は主にギリシア語、ラテン語であったが「数週間で言語を身につけられるか?」という賭けを行ったことをきっかけにサンスクリットに転向した。1832年にハイデルベルクに移り、2年間サンスクリットを教えた。
1834年にゲッティンゲン大学の私講師の職についた。1848年にキリスト教に改宗し、員外教授に就任したが無給だった。多くの功績にもかかわらず、ユダヤ人に対する偏見のために低い地位にとどめられていたが、1862年にようやく正規の教授に就任した。
晩年はヴェーダ語文法研究の著作を行っていたが、完成する前にゲッティンゲンで没した。

## 著書年譜
- 1839-1842年 Griechisches Wurzellexikon （ギリシア語語根辞典）で、フランス学士院のヴォルネー賞（Prix Volney）を贈られる
- 1840年 エルシュ・グルーバーの百科事典の「インド」の項目を担当
- 1844年 Über das Verhältnis der ägyptischen Sprache zum semitischen Sprachstamm （エジプト語のセム語族への所属について）
- 1847年 Die persischen Keilinschriften mit Übersetzung und Glossar（古代ペルシア楔形文字碑文、翻訳と語彙集つき）
- 1848年 Die Hymnen des Sâma Veda （サーマ・ヴェーダの賛歌）
- 1852-1854年 Handbuch der Sanskritsprache （サンスクリット語ハンドブック）
- 1854年 Pantschatantra. Fünf Bücher indischer Fabeln, Märchen und Erzählungen（パンチャタントラ、5巻からなるインド寓話・民話・物語集）
- 1855年 Kurze Sanskritgrammatik（簡易サンスクリット文法）
- 1863-68年 Practical Grammar of Sanskrit Language（実用サンスクリット文法）
- 1866年 A Sanskrit-English Dictionary（サンスクリット英語辞典）
- 1869年 Geschichte der Sprachwissenschaft und orientalischen Philologie in Deutschland（ドイツ言語学と東洋学の歴史）

1890年論著の選集（Kleine Schriften von Theodor Benfey）が刊行された。